# 선역 (프로레슬링)
선역(善役)은 프로레슬링에서 관중들에게 말솜씨나 경기력으로 좋은 반응을 이끌어 내는 역할을 맡고 있는 프로레슬러들을 일컫는 말이다. 악역(惡役)의 반대되는 개념이다. 보통 선역 레슬러가 입장할 때 관중들은 환호를 해 주거나 그 레슬러의 특별한 행동을 같이 따라해 주기도 한다. 북미권에서는 베이비 페이스(Baby Face)라고 한다. 선역 선수들의 경우 주로 밝은 색 톤의 옷을 입고 경기에 출전한다. (흰색, 빨간색, 녹색)단 랜디 오턴은 예외라고 할 수 있다.